# Herbessus
Herbessus là một chi nhện trong họ Thomisidae.